# マフムード・アブドッラーゼク
シカバラ（アラビア語: شيكابالا）ことマフムード・アブドッラーゼク(アラビア語: محمود عبد الرازق、Mahmoud Abdel Razek、1986年3月5日 - ）は、エジプト・アスワン出身の元サッカー選手。現役時代のポジションはMF。エジプト代表。

## 経歴
アル・ザマレクでプロデビューを果たし、2012年にはウディネーゼ・カルチョ、VfBシュトゥットガルト、RCDエスパニョールなどと争奪戦になるが、最終的にアラビアン・ガルフ・リーグのアル・ワスルFCが1年間の期限付き移籍で獲得した。
2014年1月29日、スポルティングCPが70万ドルで獲得した。背番号は7番を選択した。
しかし出場機会はほとんど訪れず、大半はBチームでのプレーだったうえ、給料も凍結させられたため2015年にアル・ザマレクに戻った。
2025年7月3日、現役引退を表明した。

### 代表
2018 FIFAワールドカップを戦うエジプト代表の本大会メンバーに選ばれた。

## 代表歴

### 出場大会
- エジプト代表
  - 2018 FIFAワールドカップ

### 試合数
- 国際Aマッチ 32試合 2得点（2007年-2018年）[3]

| エジプト代表 | 国際Aマッチ | 国際Aマッチ |
| 年           | 出場        | 得点        |
| ------------ | ----------- | ----------- |
| 2007         | 2           | 1           |
| 2008         | 4           | 0           |
| 2009         | 3           | 0           |
| 2010         | 2           | 0           |
| 2011         | 7           | 0           |
| 2012         | 3           | 0           |
| 2013         | 5           | 0           |
| 2014         | 1           | 0           |
| 2015         | 0           | 0           |
| 2016         | 0           | 0           |
| 2017         | 1           | 1           |
| 2018         | 4           | 0           |
| 通算         | 32          | 2           |